# Rodrigo Viega
Rodrigo Viega, vollständiger Name Rodrigo Pascual Viega Alves, (* 7. August 1991 in Rivera) ist ein uruguayischer Fußballspieler.

## Karriere
Der 1,85 Meter große Mittelfeldakteur Viega gehörte zu Beginn seiner Karriere in den Spielzeiten 2010/11 und 2011/12 dem Kader des Erstligisten Club Atlético Peñarol an. Er absolvierte jeweils zwei Saisoneinsätze in der Primera División und schoss 2010/11 auch ein Tor. Erstmals wurde er sodann im Januar 2013 bis Ende Juni 2014 an den Ligakonkurrenten Juventud ausgeliehen. Bis zum Ende der Spielzeit 2012/13 kam er sechsmal (kein Tor) beim Klub aus Las Piedras zum Einsatz. In der Folgesaison lief er 20-mal in der höchsten uruguayischen Spielklasse auf und traf einmal ins gegnerische Tor. Zur Saison 2014/15 kehrte er dann zunächst für wenige Wochen zu Peñarol zurück, wurde jedoch bereits Mitte August 2014 erneut im Rahmen eines Leihgeschäfts an Juventud abgegeben. In der Spielzeit 2014/15 bestritt er 26 Spiele (fünf Tore) in der Primera División. Seit Juli 2015 stand er wieder in Reihen Peñarols und bestritt in der Saison 2015/16, die die „Aurinegros“ als Uruguayischer Meister beendeten, vier Erstligapartien (kein Tor) und zwei Begegnungen (kein Tor) in der Copa Libertadores 2016. Anfang Juli 2016 wurde er an CA Temperley ausgeliehen. Bis zum 16. Juli 2017 lief er bei den Argentiniern in fünf Erstligaspielen (kein Tor) auf.

## Erfolge
- Uruguayischer Meister: 2015/16